# Nycteris nana
Nycteris nana — вид рукокрилих родини Nycteridae.

## Поширення
Країни проживання: Ангола, Бурунді, Камерун, Центральноафриканська Республіка, Конго, Демократична Республіка Конго, Кот-д'Івуар, Екваторіальна Гвінея, Габон, Гана, Кенія, Руанда, Судан, Того, Уганда. Взагалі низовинний вид, але може бути знайдений до 2100 м над рівнем моря. Записаний за сухого і вологого низовинного лісу, галерейного лісу і вологої савани. Було встановлено, спочиває на стоячих деревах невеликими сімейними групами. 

## Загрози та охорона
Загрози для цього виду відомі погано, але, швидше за все, є локальна загроза вирубки лісу в деяких частинах ареалу. Поки не відомо, чи вид присутній у котрійсь із охоронних територій. 